# Беляев, Роман Евгеньевич
Рома́н Евге́ньевич Беля́ев (род. 14 февраля 1988, Новосибирск, СССР) — российский футболист, нападающий.

## Карьера
Начал карьеру в молодёжной команде «Сибирь-2». В 2007 году дебютировал в основном составе «Сибири». В 2008 году вернулся в фарм-клуб, выступавший в том году во втором дивизионе. В 2009 году вновь попал в состав «Сибири». Во второй половине сезона был арендован клубом «Чита». 29 июля 2010 года дебютировал в Лиге Европы в матче «Сибири» против кипрского «Аполлона». В премьер-лиге дебютировал 2 августа 2010 года, в гостевом матче против «Томи», заменив на 72 минуте Арунаса Климавичюса. 3 октября 2010 года в матче с «Рубином» забил свой первый гол в чемпионате России.
27 июня 2019 года стал первым футболистом новосозданного клуба «Новосибирск», в составе которого дебютировал 28 июля в матче 1/128 финала Кубка России 2019/20 против барнаульского «Динамо» и затем выступал до лета 2021 года. В сезоне 2021/22 играл за «Муром», где забил 5 мячей и отдал 4 голевые передачи.